# Crónica abreviada
La Crónica abreviada o manuelina es una obra del infante de Castilla don Juan Manuel, uno de los máximos escritores de la literatura medieval española y sobrino del rey Alfonso X el Sabio.
Se trata de un resumen de una de las versiones de la Estoria de España de Alfonso X el Sabio. Sin embargo, en varias partes del texto se infiere que el autor utiliza la obra para defender los privilegios de la alta nobleza castellana. Es considerada una de las obras señeras de su autor.
No debe confundirse con la Crónica abreviada de España de Diego de Valera, llamada La Valeriana para distinguirla de su homónima La Manuelina, publicada en 1482 y que se considera la primera obra historiográfica en lengua castellana que se dio a la imprenta.